# 칸노 미호
칸노 미호(일본어: 菅野 美穂, 1977년 8월 22일 ~ )는 일본의 배우, 가수, 탤런트이다. 본명은 사카이 미호(堺 美穂) (결혼 전 성은 칸노). 애칭은 칸짱, 칸노짱 미짱
가나가와현 이세하라시에서 태어나 사이타마현 사카도시에서 자랐다. 소속사는 켄온이며, 취미는 여행과 쇼핑이다.
배우자는 배우 사카이 마사토.

## 내력
슈쿠토쿠요노 고등학교를 졸업했으며 슈쿠토쿠 대학 국제커뮤니케이션학부를 중퇴했다. 1992년, 중학교 3학년 때 TV 아사히의 버라이어티 쇼 《사쿠랏코 클럽》에서 결성된 〈사쿠랏코 클럽 사쿠라조〉의 오디션에 합격하며 연예계에 데뷔했다. 이 방송에 고정 출연하면서 텔레비전 드라마나 CF, 잡지 그라비아 등 방송 외에서도 활동했다.
1993년, TV 아사히의 드라마 《트윈즈 교사》에 학생 역으로 출연하며 배우로 데뷔했으며, 1995년에는 NHK 연속 TV 소설 《달리지 않을래!》에서 준주연에 발탁됐다. 1996년, TV 아사히 《이구아나의 딸》에서 주인공 아오시마 리카 역을 연기하며 높은 연기력이 높게 평가됐다. 1997년 말, TV 아사히의 《너의 손이 속삭이고 있어》에선 청각장애인이 어려움을 극복하고 가정을 만드는 모습을 호연했다. 이 드라마는 1998년 제15회 ATP상 그랑프리를 수상했으며, 칸노도 1998년 에란도르상 신인상을 수상했다. 또, 2001년 말까지 총 다섯 편의 속편이 매년 제작됐다.
1997년 8월 22일, 20살 생일에 누드사진집 《Nudity》를 발매했으며, 기자회견장에서 눈물을 보였다.
한편, 1995년 3월 싱글 〈고이오시요〉를 발표하며 가수로도 데뷔했으며, 다음 해까지 싱글 몇 장을 더 발매했다. 2000년에는 드라마 《사랑을 주세요》의 배역인 ‘하스이 슈카’ 명의로 발매한 〈Zoo (아이오쿠다사이)〉가 50만 장의 판매고를 올리며 성공을 거뒀으나, 이후 음반은 발매하지 않았다.
2002년 영화 《돌스》로 골든애로상 영화상을 수상했으며, 2006년 4월 타니 프로모션에서 켄온으로 소속사를 이적했다.
2004년에 방송된 《사랑스런 그대에게》(후지테레비)로 게츠쿠(월요일 9시 연속드라마) 첫 주연
2010年10월 드라마《길티 악마와 계약한 여자》의 주연. 연속드라마로는 1999년《사랑의 기적》이래 11년만에 악녀를 연기했다.(단편 드라마를 합하면 2006년의 《사토미팔견전》이래 4년만)
2013년 3월, 영화 《오오쿠~영원~［에몬노스케・츠나요시편］》에서 만난 배우 사카이 마사토와 4월에 결혼 예정이라고 보도되었다.
2013년 4월 2일, 배우 사카이 마사토와 혼인신고서를 함께 제출. 미디어에 자필 메시지로 알렸다.
결혼 후에는 여배우 일을 줄이고 CM을 중심으로 일을 옮기고 있다.
2015년 5월 4일 소속사를 통해 임신사실을 발표
2015년 8월 13일 소속사를 통해 도쿄도내의 병원에서 아들을 출산했다고 알렸다.

## 인물
생가의 가족은 부모님, 남동생 2명. 부모님은 이와테현 오우슈 시 에사시 구 출신. 현지에서는 '칸노'의 성씨가 많다.
일반적으로는 연기파 배우로 평가되고 있다. 다중 인격자, 청각 장애자, 등신대의 여성상에서 박력 있는 악녀 역 등 폭넓은 배역을 잘 소화해내고 있다.
시력은 0.04 근시로 콘택트 렌즈를 사용하고 있다. 연예계에 데뷔하기 전에는 검은테 안경을 쓰고 있었다.

## 작품 목록

### 드라마
- 트윈즈 교사 (1993년 4월 12일-6월28일) 코히나타 케이코 역
- 길모퉁이 제1화(1993년 10월 NHK 토요 드라마) 이소자키 카오리 역
- 아빠라 부를 수 없어! (1993년 11월 22일-12월 17일) 모리타 미도리 역
- 시간을 달리는 소녀 (1994년 2월19일-3월19일) 오카모토 메구미 역
- 사랑하는 시티보이 (1994년 4월 24일) 미나코 역
- 날 수 없는 소녀는 수업중 (1994년 5월 29일) 주연 시노하라 카스미 역
- 누나의 아침귀가 제2시리즈 (1994년 5월24일-6월28일) 우시다 아케미 역
- 대가족 드라마 아내가 나설 자리 (1994년 7월 14일-9월22일) 나카가와 루미 역
- 바다가 보고싶다고 네가 말해서 (1994년 9월 24일) 노노무라 나미 역
- 하트에 S「제3편 엔젤」(1994년 12월 21일) 주연 미호 역
- 어른으로 해줘 (1995년) 제4화,5화 시라카와 리사 역
- 나, 당신 편이에요 제4화 (1995년 2월 2일) 타카시나 료코 역
- 야가미군 가정의 사정 (1995년 3월) 쿠보타 아이 역
- SALE! (1995년 4월 18일-6월27일) 오오토모 모모에 역
- NHK 아침 연속 TV소설 「달리지 않을래!」 (1995년 10월 2일-1996년 3월 3일) 미우라 마리 역
- 목요괴담「신데렐라의 구두」(1995년 12월 7일) 주연
- 기묘한 이야기 시리즈

「미드나잇 DJ」 (1996년 4월) 주연 무라세 모토미 역
「노조미의 꿈」 (1997년 10월) 주연 노조미 역
「나는 여배우」 (1999년 9월) 주연 미사토 아카네 역
- 이구아나의 딸 (1996년4월15일-6월24일) 주연 아오시마 리카 역 (연속드라마 첫 주연)
- 도쿠 (1996년10월17일-12월19일) 리밍 역
- 좋은사람 (1997년 4월15일-6월4일) 사쿠라 타에코 역(히로인)
- 실락원 (1997년 7월일-9월22일) 쿠키 치카 역
- 용기라는 것 (1997년8월23일) 카스미 역
- 크래커(침입자) (1997년 11월 10일) 이와사키 미카 역
- 누군가가 나를 사랑하고 있어(1997년 11월17일) 아케미 역
- 너의 손이 속삭이고 있어 시리즈(1997년-2001년) 주연 노베(타케다) 미에코 역

너의 손이 속삭이고 있어 제1장 (1997년 12월 15일)
너의 손이 속삭이고 있어 제2장 (1998년 10월 1일)
너의 손이 속삭이고 있어 제3장 (1999년 10월 7일)
너의 손이 속삭이고 있어 제4장 (2000년 10월 5일)
너의 손이 속삭이고 있어 최종장 (2001년 12월 26일)
- DAYS(1998년 1월 12일 - 3월 23일) 이케우치 나나코 역
- 러브 어게인(1998년 4월 16일-6월 11일) 쿠스모토 카오리 역
- 체인지 (1998년)
- 소믈리에 (1998년 10월 13일-12월 22일) 키자키 나호 역 (히로인)
- 사랑의 기적(1999년 4월 15일-7월 1일) 구라타 유키노 역
- 주말혼 스페셜(1999년 10월 1일) 오노다 삼강 역
- 모래 위의 연인들 1화 (1999년) 토모다 히토미 역
- 이웃이 은밀히 웃다 4화,5화(1999년) 타카키 히로미 역
- 상처뿐인여자 스페셜 (1999년 12월 28일) 안자이 미도리 역
- 백년의 이야기 다이쇼편 (2000년) 야시로 유카 역
- 사랑을 주세요 (2000년 7월5일-9월20일) 토오노 리리카 역
- 2001년의 남자운 (2001년) 주연 유즈키 아타루 역
- 츄라상 시리즈 (2001년-2007년) 죠노우치 마리아/다나카 쿠미코 역

NHK아침 연속TV소설 츄라상 (2001년)
츄라상2 (2003년)
츄라상3 (2004년)
츄라상4 (2007년)
- 스피드 스타(2001년 4월14일) 타치바나 마미 역
- 사랑하고파(사랑이 하고싶어×3) (2001년) 나가시마 미칸 역(히로인)
- 밝은 쪽으로 밝은 쪽으로 (2001년 8월 27일) 타나베 유타카 노노다이 역
- 사립탐정 마이크 제1화 (2002년 7월) 사야마 사츠키 역
- 괴담 100가지 이야기 1화 욧츠야 괴담 (2002년) 주연 오이와 역
- 아르제논에게 꽃다발을 (2002년10월-12월) 토야 에리나 역(히로인)
- 오오쿠 (2003년 6월-8월) 덴쇼인스미코 역 (첫 사극 출연)

오오쿠 스페셜 (2004년 3월 26일)
- 행복의 왕자 (2003년) 야스모토 우미 역
- 후지코 헤밍의 궤적 (2003) 주연 후지코 헤밍 역
- 란포R 제2화 (2004년) 야스모토 우미 역
- 사랑스런 그대에게 (2004년) 주연 토모사카 시키 역
- 해협을 건너는 바이올린 (2004년) 나미코 역(히로인)
- 다자이 오사무 이야키 (2005년) 오오타 시즈코 역
- 악마같은 여자 (2005년 3월 5일) 주연 와카사 아야 역
- 라스트 프레젠트 (2005년 6월 11일) 칸자키 타에코 역(히로인)
- 사랑의 노래 (2005년10월12일-12월14일) 주연 마츠다 요코 역
- 사토미 팔견전 (2006년 1월2,3일) 타마즈사/ 묘친 역
- 단도리~Dance☆Drill~ (2006년) 타카미야 미유키 역(특별출연)
- 평생 잊지 못할 이야기 (2006년 9월 30일) 주연 토리코 역
- 무지개를 이은 왕비~조선왕조 최후의 황태자와 마사코비의 이야기~ (2006) 주연 이방자 역
- 여자의 일대기 무카이 치아키 ~꿈을 우주에 건사람~ (2007) 주연 무카이 치아키 역
- 우리들의 교과서 (2007년) 주연 츠미키 타마코 역
- 워킹맨 (2007년) 주연 마츠가타 히로코 역
- Tomorrow~태양은 다시 뜬다~ (2008년) 다나카 아이코 역(히로인)
- 키이나~불가능범죄수사관~ (2009년) 주연 하루세 키이나 역
- 언덕 위의 구름 (2009년-2011년) 마사오카 리츠 역
- TBS 스페셜 드라마 W의 비극(2010년1월11일) 주연 이치죠 하루오 역
- 굽히지 않는 여자 (2010년1월-3월) 주연 오기와라 사키 역
- 길티 ~악마와 계약한 여자~ (2010년 10월-12월) 주연 노가미 메이코 역
- 꿀맛~A Taste Of Honey~ (2011년 10월-12월) 주연 하라다 아야 역
- 결혼하지 않는다 (2012년 10월-12월) 주연 다나카 치하루 역
- 나폴레옹의 마을 (2015년 7월 19일 - 9월 20일) 하시오 치에 역 (2화 특별출연)
- 모래탑: 너무 잘 아는 이웃 (2016년 10월-)

### 영화
- 대실연 (1995년 1월 21일 공개) 요시에 역
- 기업 전사 YAMAZAKI (1995년 3월 공개) 카시마 노리코 역
- 에코에코 아자라크: Wizard of Darkness (1995년 4월 공개) 쿠라하시 미즈키 역
- TANABATA2057 (1996년 6월 공개) 나나 역
- THE DEFENDER (1997년 2월) 요시미 역
- 아시다시피! 훈도시두건(1997년 10월 10일 공개) 호타츠사와 와사미 역
- 벨 에포크 (1998년 9월)
- 낙하하는 저녁 (1998년 11월) 네즈 하나코 역
- 토미에 (1999년 3월 6일 공개) 주연 · 카와카미 토미에 역
- 최면 (1999년 6월 5일 공개) 이리에 유카 역
- 지켜 주고 싶어! (2000년 3월) 주연 안자이 사라사 역
- 화장사 (2002년 2월 9일 공개) 아오노 스미에 역 (호치영화상 여우조연상 수상)
- 돌스(DOLLS) (2002년 10월 12일 공개) 주연 · 사와코 역
- 코스믹 레스큐 (2003년 7월) 치바 쿄코 역 (특별출연)
- 레이디 조커 (2004년 12월) 시로야마 요시코 역
- 사쿠란 (2007년 2월 24일 공개) 쇼히 역
- 팬더풀 라이프 (2008년 8월) 나레이션
- 퍼머넌트 노바라 (2010년 5월 공개) 주연 · 나오코 역
- 진 왈츠 (2011년 2월 공개) 주연 소네자키 리에 역
- 오오쿠 ~영원~ 에몬노스케 츠나요시편 (2012년 12월) 주연 토쿠가와 츠나요시 역
- 기적의 사과 (2013년 6월 9일 공개) 기무라 미에코 역 (히로인)

### 연극,뮤지컬
- 뮤지컬

AIDS, 감염되지 않는다고 단언할 수 있습니까?(1993년 9월)
내일을 바라보며(1994년 9월)
- 연극

튀니지의 가희 (1997년 1월) 나딘 역
기적의 사람 (2000년 2월) 헬렌 켈러 역

### 더빙
- 빅 히어로 (일본판) (2014년 12월 20일 공개) 캐스 이모 역

## 음반 목록

### 싱글
- 〈코이오 시요〉 (恋をしよう 사랑을 해요[*], 1995년)
- 〈타이요가 스키〉 (太陽が好き 태양이 좋아[*], 1995년)
- 〈마케나이 아나타가 스키〉 (負けないあなたが好き 지지 않는 네가 좋아[*], 1996년)
- 〈아노코 쟈나이〉 (あの娘じゃない 그 애가 아니야[*], 1996년)
- 〈Zoo: 아이오 구다사이〉 (ZOO 〜愛をください〜 ZOO ~사랑을 주세요~[*], 2000년)
그룹 Echoes의 노래를 커버한 곡이다. 드라마 《사랑을 주세요》 삽입곡으로 사용됐으며, 칸노가 맡은 극중 역할인 '하스이 슈카'란 이름으로 발매됐다.

### 정규 음반
- Happy Icecream (1995년)

### 참가 앨범
- I STAND HERE FOR YOU / 오오츠키 켄지 (1995년 8월)

몽블랑 케이크의 나레이션 담당
- 소믈리에 TV 사운드 트랙 (1998년 12월 2일)

「옥상 위의 소믈리에」 나레이션

## 서적

### 사진집
- 17ans（1995년9월）ISBN 4-89389-108-1
- Kanno-FILES（1996년10월）ISBN 4-8470-2437-0
- NUDITY（1997년8월 22일）ISBN 4-89778-050-0
- 정본 칸노미호 (定本 菅野美穂)（1998년12월) ISBN 4-08-780292-2
- 칸타비 (カンタビ)（2009년8월27일）ISBN 978-4-06-353713-0

### 그외 서적
- 칸노 미호의 In-Line Skating（1995년 10월)
- 칸노가, 만난 여자들 칸노미호 meets 영화 『퍼머넌트 노바라』(2010년 5월)

### 비디오,DVD
- Happy Children (1995년 8월) 파리에서 촬영한 비디오
- Ya&Ya 8・9（1996년11월・1997년9월) DVD 코믹스
- 칸노 미호◇인도요가 성지에의 여행◇ 아름다워지는 16포즈 (2008년 1월 24일)

NHK에서 방영된 방송에 DVD용 영상 추가